# 자동차의 역사

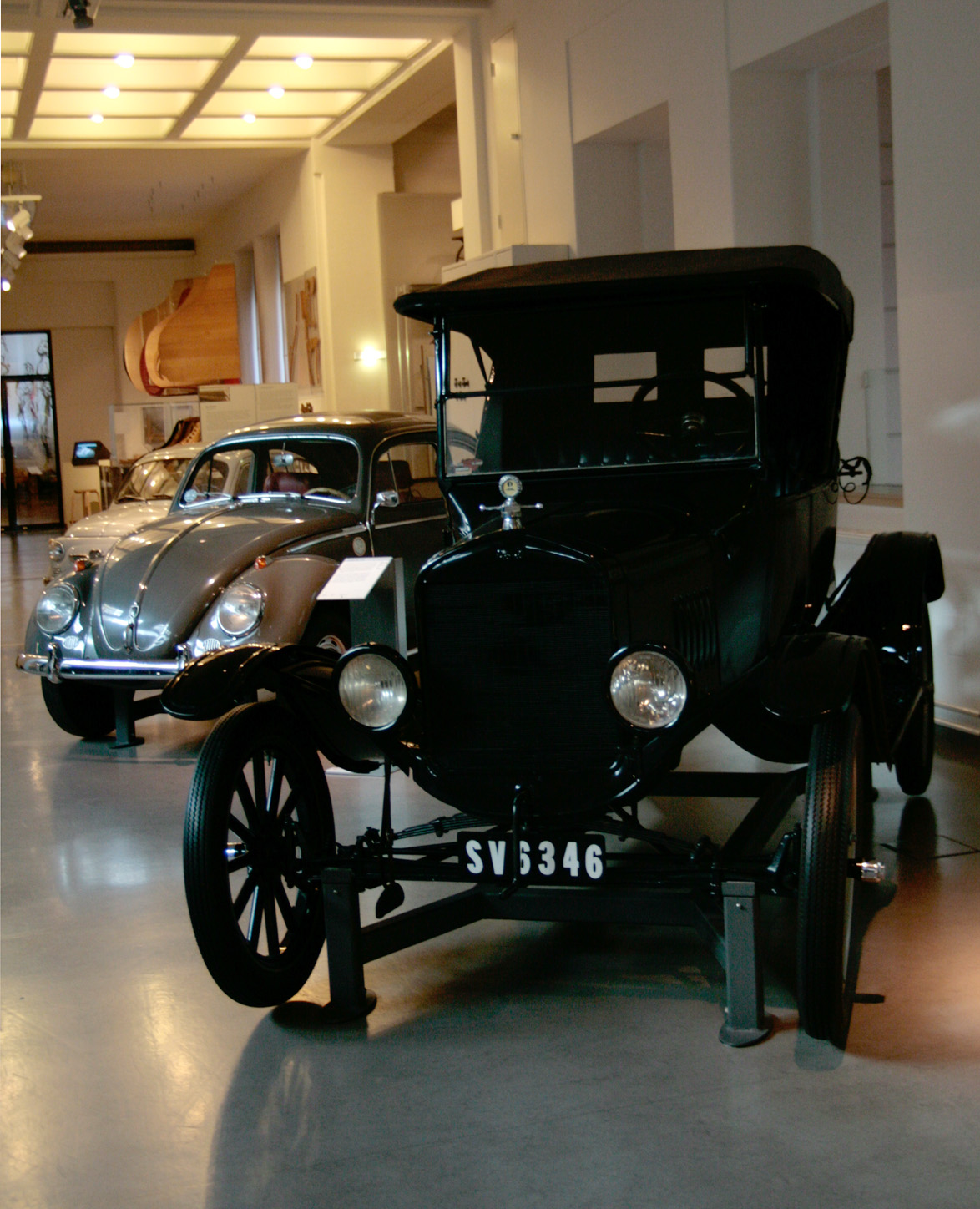
포드 모델 T(전경)와 폭스바겐 비틀(배경)은 역사상 가장 대량 생산된 자동차 모델 중 하나이다.

자동차에 대한 조악한 아이디어와 디자인은 고대 및 중세 시대로 거슬러 올라갈 수 있다. 1649년, 뉘른베르크의 한스 하우치는 시계 장치로 움직이는 마차를 만들었다. 1672년에는 페르디난트 페르비스트가 작은 규모의 증기 동력 차량을 만들었으며, 인간을 수송할 수 있는 최초의 증기 동력 자동차는 니콜라 조제프 퀴뇨에 의해 1769년에 만들어졌다. 19세기 초 발명가들은 다양한 분야로 진출하여 최초의 내연기관 중 하나인 드리바즈 엔진과 초기 전동기를 만들었다. 새뮤얼 브라운은 1826년에 산업적으로 적용된 최초의 내연기관을 시험했다. 이 기관은 두 개만 만들어졌다.
19세기 중반에는 대형 차량에 대한 반발로 개발이 지연되었지만, 일부 내연기관 개발은 계속되었다. 엔지니어들이 2행정 및 4행정 연소 엔진을 만들고 휘발유를 사용하기 시작하면서 엔진은 발전했다. 일상적인 용도로 실용적이고 시장성 있는 최초의 현대 자동차이자, 시리즈 생산에 들어간 최초의 자동차는 카를 벤츠가 휘발유 동력 자동차를 개발하고 여러 대의 동일한 모델을 만들었던 1886년에 등장했다. 1890년, 고속 액체 석유 연료 엔진의 발명가인 고틀리프 다임러와 빌헬름 마이바흐는 다임러 모토렌 게젤샤프트를 설립했다. 1926년, 이 회사는 카를 벤츠가 1883년에 설립한 벤츠 & Cie.와 합병하여 다임러-벤츠를 설립했고, 메르세데스-벤츠 자동차 브랜드로 유명해졌다.
1886년부터 많은 발명가와 기업가들이 미국과 유럽에서 "말 없는 마차" 사업에 뛰어들었고, 발명과 혁신은 자동차의 개발 및 생산을 빠르게 진전시켰다. 랜섬 E. 올즈는 1897년에 올즈모빌을 설립하고 1901년에 커브드 대시 올즈모빌을 선보였다. 올즈는 동일한 호환 부품을 사용하여 조립 라인을 개척하여 1903년까지 수천 대의 올즈모빌을 생산했다. 출처마다 차이가 있지만, 약 19,000대의 올즈모빌이 생산되었으며, 마지막 생산은 1907년에 이루어졌다. 생산량은 1903년부터 1905년까지 연간 최대 5,000대로 정점을 찍었을 것으로 추정된다. 1908년, 포드 모터 컴퍼니는 포드 모델 T를 상대적으로 저렴한 가격에 개발 및 판매함으로써 자동차 생산을 더욱 혁신했다. 1913년부터는 진보된 이동식 조립 라인을 도입하여 포드가 모델 T의 가격을 거의 50% 인하할 수 있었고, 이는 최초의 대중적으로 저렴한 자동차가 되었다.

## 동력원
초기 자동차 역사는 차량을 추진할 신뢰할 수 있는 휴대용 동력 장치를 찾는 데 집중되었다.

### 증기 동력 바퀴 차량

#### 17세기와 18세기

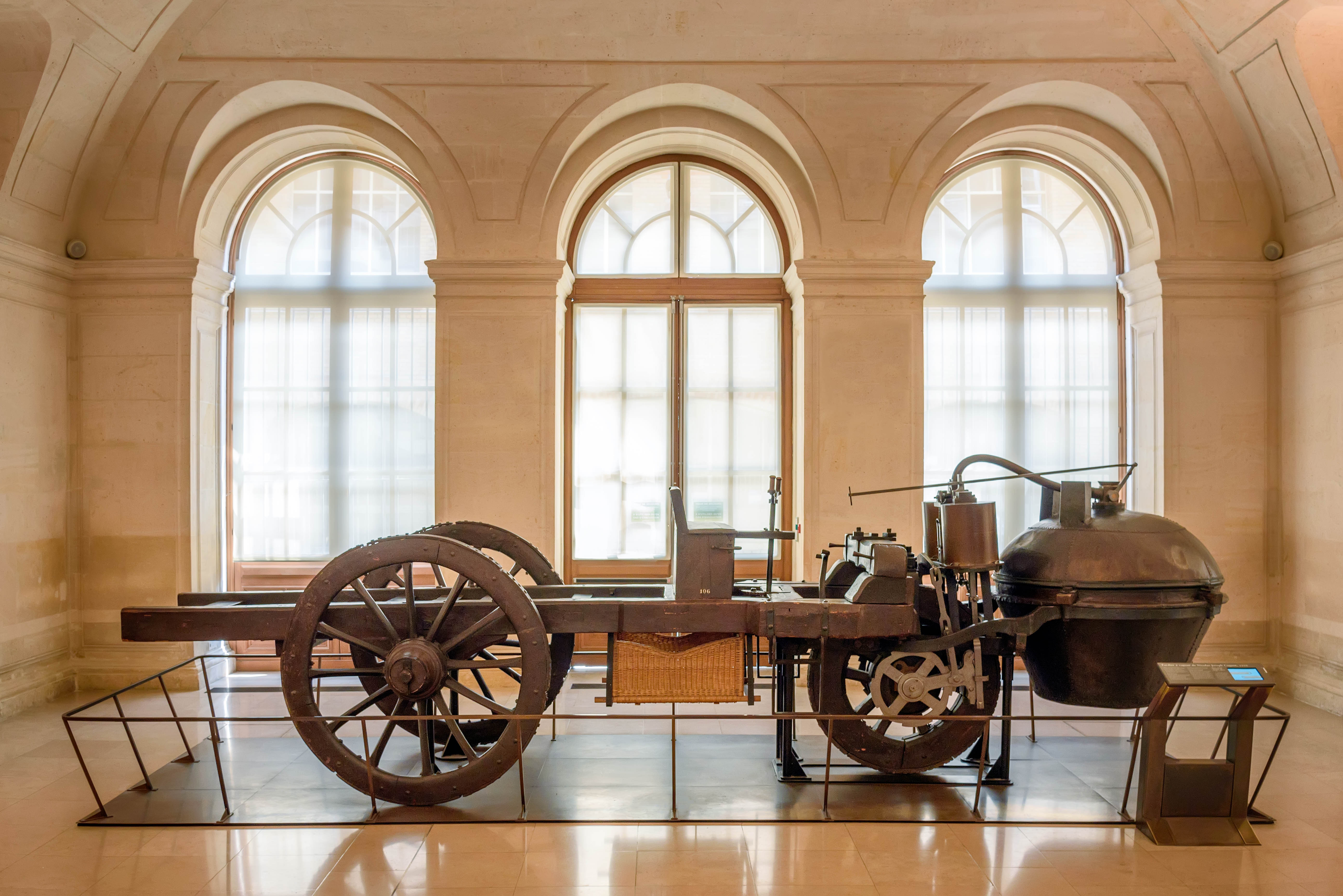
퀴뇨의 증기 마차, 두 번째 (1771년) 버전

중국 예수회 선교의 일원이었던 페르디난트 페르비스트는 1672년경 강희제의 장난감으로 증기 동력 차량을 만들었다. 이것은 작은 규모로 운전자를 태울 수 없었지만, 아마도 최초의 작동하는 증기 동력 차량('자동차')이었을 것이다.
사람과 화물을 운송할 수 있을 만큼 큰 증기 동력 자가 추진 차량은 18세기 후반에 고안되었다. 니콜라 조제프 퀴뇨는 1770년과 1771년에 그의 파르디에 아 바푀르("증기 dray")라는 실험적인 증기 동력 포병 트랙터를 시연했다. 퀴뇨의 디자인은 비실용적인 것으로 판명되었고, 그의 발명품은 그의 모국 프랑스에서 개발되지 않았다. 혁신의 중심은 영국으로 옮겨졌다. 1784년까지 윌리엄 머독은 레드루스에 증기 마차의 작동 모델을 만들었으며 1801년에는 리처드 트레비식이 캠본의 도로에서 실물 크기의 차량을 운행했다.

#### 19세기

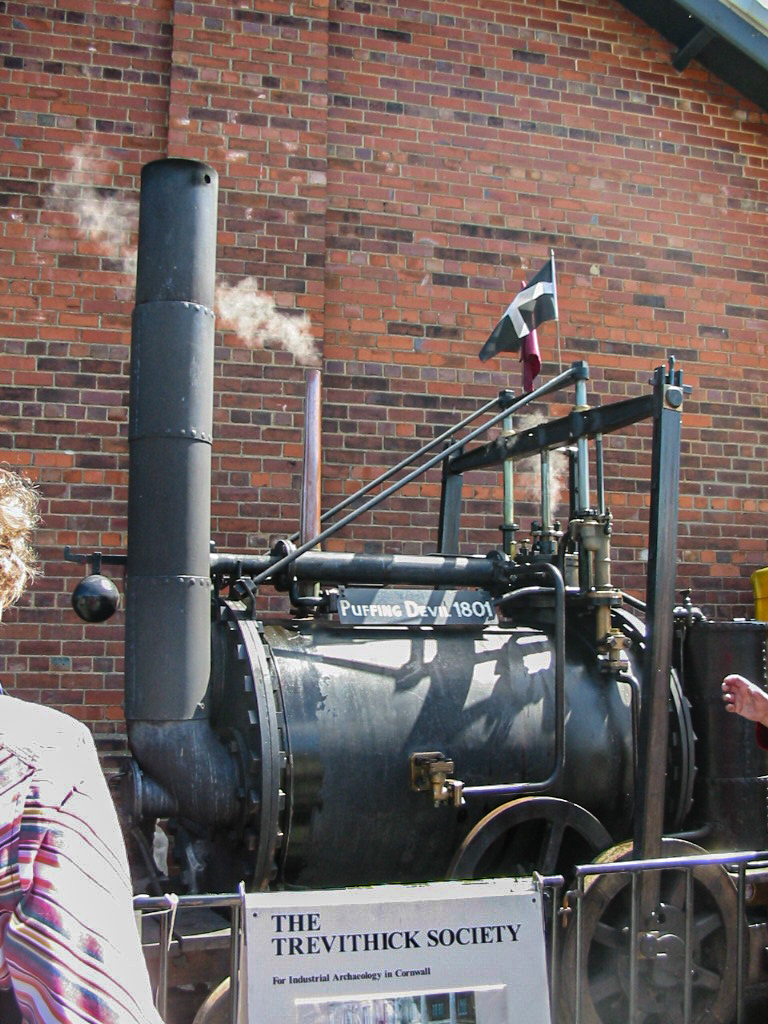
리처드 트레비식의 1801년 도로 기관차 '퍼핑 데빌' 복제품

19세기 동안 증기 동력 차량을 도입하려는 시도가 있었다. 핸드 브레이크, 다단 변속기, 향상된 조향 장치 등 혁신이 발전했다. 일부 성공적인 차량은 대중교통을 제공했지만, 이 대형 차량에 대한 반발로 인해 영국 기관차법 1865와 같은 법안이 통과되어 공공도로에서 많은 자가 추진 차량이 붉은 깃발을 흔들고 경적을 울리는 사람의 선두를 따라야 했다. 이로 인해 19세기 대부분 동안 영국의 도로 자동차 개발은 사실상 중단되었고, 발명가와 엔지니어들은 철도 기관차 개선에 노력을 집중했다. 이 법은 1896년까지 폐지되지 않았지만, 붉은 깃발의 필요성은 1878년에 제거되었다.
1816년, 프라하 폴리테크닉의 교수 요제프 보제크는 석유를 연료로 하는 증기 자동차를 만들었다.:27 런던 증기 버스의 제작자이자 운영자였던 월터 핸콕은 1838년에 2인승 페이튼 자동차를 만들었다.:27
1867년, 캐나다 보석상 헨리 세스 테일러는 스탠스테드 (퀘벡주)의 스탠스테드 박람회에서 자신의 4륜 "증기 버기"를 시연했고, 다음 해에도 다시 시연했다. 그가 1865년에 만들기 시작한 버기의 기본은 바닥에 장착된 2기통 증기 엔진을 지지하는 지지대가 있는 높은 바퀴 마차였다. 1873년, 프랑스인 아메데 볼레는 승객 그룹을 수송하기 위한 자가 추진 증기 도로 차량을 만들었다.
미국에서 기존 마차길에 적합한 최초의 자동차는 1871년, 위스콘신주 러신에 있는 감리교 감독교회의 목사 J.W. 카하트 박사가 발명한 증기 동력 차량이었다. 이 차량으로 인해 위스콘신주는 1875년에 말과 다른 동물들의 사용을 대체할 차량을 처음으로 생산하는 사람에게 US$10,000 (equivalent to $235,667 in 2022)의 상금을 제공했다. 그들은 차량이 320 km (200 mi) 코스에서 평균 시속 8 km/h (5 mph) 이상을 유지해야 한다고 명시했다. 이 제안은 미국 최초의 도시 간 자동차 경주로 이어졌는데, 1878년 7월 16일 위스콘신주 그린베이에서 시작하여 애플턴, 오슈코시, 워펀, 워터타운, 포트 앳킨슨, 제인즈빌을 거쳐 위스콘신주 매디슨에서 끝났다. 7대의 차량이 등록되었지만, 그린베이와 오슈코시 출전 차량 두 대만이 경쟁을 시작했다. 그린베이 차량이 더 빨랐지만, 경주를 완료하기 전에 고장났다. 오슈코시 차량은 323 km (201 mi) 코스를 33시간 27분 만에 완료하여 평균 시속 9.7 km/h (6 mph)를 기록했다. 1879년에 주의회는 상금의 절반을 수여했다.

#### 20세기
제2차 세계 대전 이전

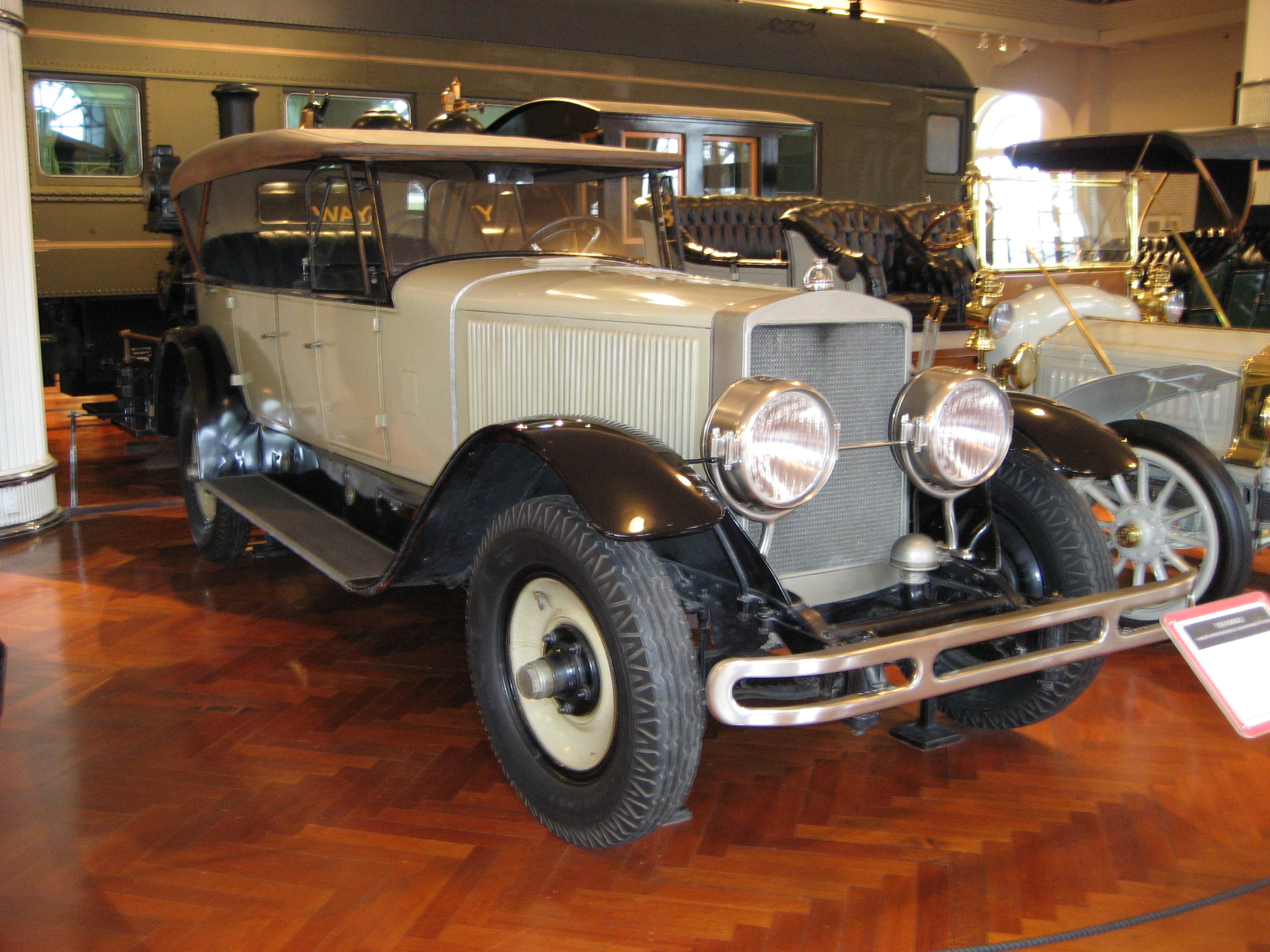
1924년 도블 모델 E

증기 동력 도로 차량은 승용차와 화물차 모두 1930년대 초에 빠르게 증기화되는 경량 보일러와 효율적인 엔진 디자인으로 개발의 정점에 도달했다. 내연기관도 제1차 세계 대전 동안 상당한 발전을 이루어 작동하기 더 쉬워지고 더 신뢰할 수 있게 되었다. 1930년부터 고속 디젤 엔진의 개발은 화물차에서 이들을 대체하기 시작했고, 영국에서는 세금 변경으로 인해 증기 화물차가 하룻밤 사이에 비경제적이 되면서 가속화되었다. 비록 소수의 디자이너들이 증기 동력을 계속 옹호했지만, 1931년 도블 이후 증기 자동차 생산에는 큰 발전이 없었다.
제2차 세계 대전 이후
증기차가 미래의 기술 시대에 다시 태어날지는 미지수이다. 라이트 스팀 파워와 같은 잡지는 1980년대까지 증기차를 묘사했다. 1950년대에는 소형 원자로로 구동되는 증기 터빈 자동차에 대한 관심이 있었다 (항공기도 마찬가지였다). 하지만 핵분열 기술의 내재된 위험에 대한 우려로 이러한 아이디어는 곧 사라졌다.

### 전기 자동차

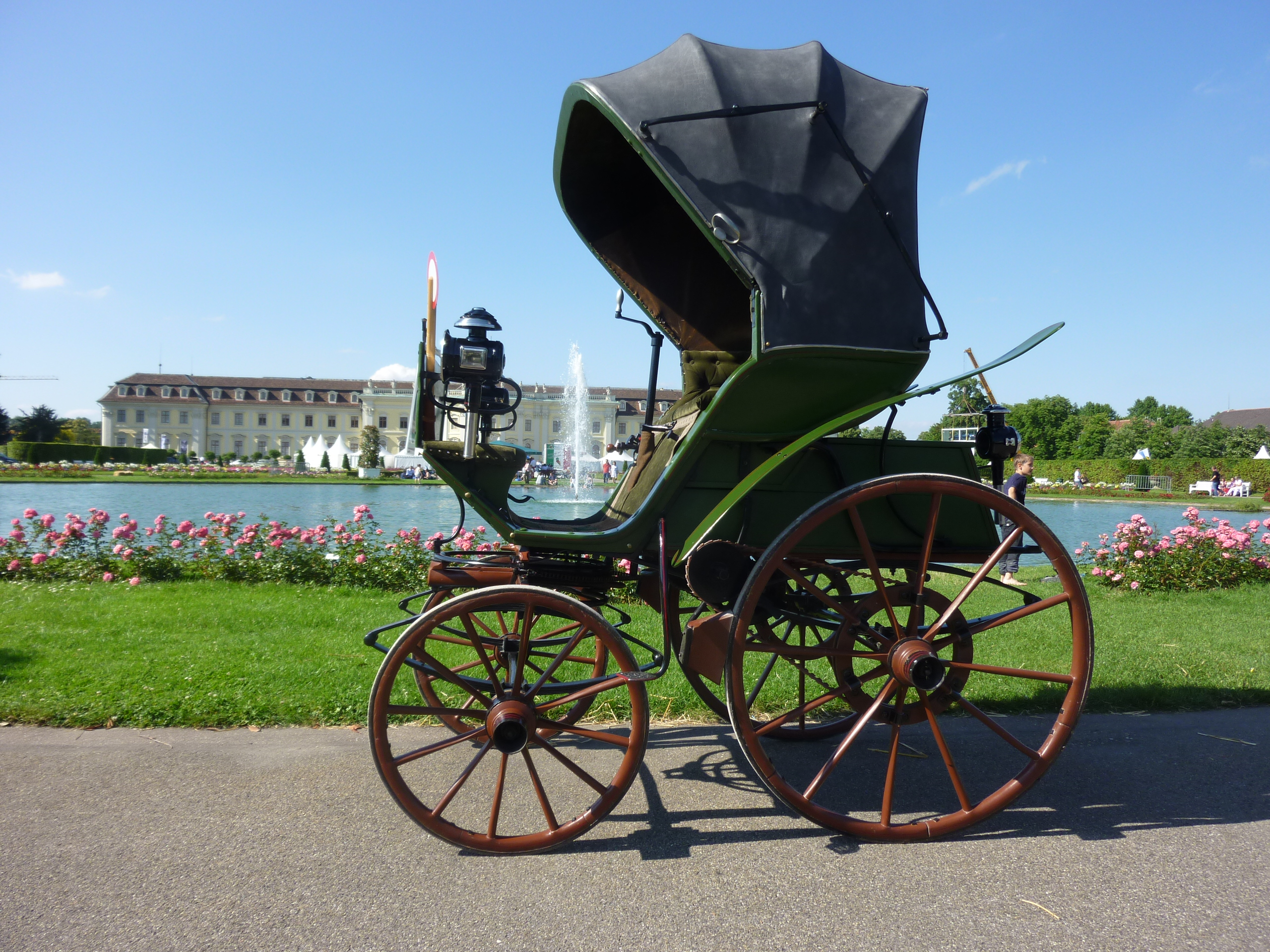
1888년 독일의 플로켄 전기차, 아마도 세계 최초의 전기차일 것이다.

#### 19세기
1828년, 초기 전동기를 발명한 헝가리인 어뇨시 예들리크는 자신의 새로운 모터로 구동되는 작은 모형 자동차를 제작했다. 1834년, 버몬트주의 대장장이이자 최초의 미국 직류 전동기 발명가인 토머스 대븐포트는 자신의 모터를 작은 모형 자동차에 설치하여 짧은 원형 전철화된 트랙에서 작동시켰다. 1835년, 네덜란드 흐로닝언 (도시)의 시브란뒤스 스트라팅 교수는 그의 조수 크리스토퍼 베커와 함께 비충전식 1차 전지로 구동되는 소형 전기 자동차를 만들었다. 1838년, 스코틀랜드인 로버트 데이비드슨은 시속 6.4 km/h (4 mph)의 속도를 달성한 전기 기관차를 만들었다. 영국에서는 1840년에 트랙을 전류 도체로 사용하는 것에 대한 특허가 부여되었고, 1847년에는 릴리와 콜턴에게 유사한 미국 특허가 발급되었다.
여러 자료들은 최초의 전기자동차에 대해 서로 다른 발명품을 제시한다. 1832년과 1839년 사이(정확한 연도는 불확실), 스코틀랜드의 로버트 앤더슨은 비충전식 1차 전지로 구동되는 조악한 전기 마차를 발명했다. 1881년 11월, 프랑스 발명가 귀스타브 트루베는 전기 국제 박람회에서 전기로 구동되는 작동 가능한 3륜 자동차를 시연했다. 런던 지하철 전기화, 리버풀과 버밍엄의 오버헤드 트램웨이, 그리고 무연 연료인 콜라이트와 같은 혁신을 책임졌던 영국 발명가 토머스 파커는 1884년 런던에서 자신이 특별히 설계한 고용량 충전식 배터리를 사용하여 전기 자동차를 만들었다. 그러나 일부 다른 이들은 1888년 독일 발명가 안드레아스 플로켄이 만든 플로켄 전기차를 최초의 실제 전기차로 간주한다.

#### 20세기
전기차는 19세기 말에서 20세기 초까지 인기를 누렸는데, 당시 전기는 자동차 추진을 위한 선호되는 방법 중 하나였다. 내연기관 기술의 발전, 특히 전기 시동 장치는 곧 이러한 장점을 무의미하게 만들었다. 휘발유 자동차의 더 긴 주행 거리, 더 빠른 연료 보충 시간, 그리고 성장하는 석유 인프라, 더불어 포드 모터 컴퍼니와 같은 회사에 의한 휘발유 차량의 대량 생산으로 휘발유 자동차 가격이 동등한 전기 자동차 가격의 절반 이하로 떨어지면서 전기 추진 장치의 사용은 감소했고, 1930년대까지 미국과 같은 시장에서 사실상 사라졌다.

#### 21세기
휘발유 자동차의 환경 영향에 대한 우려 증가, 휘발유 가격 상승, 배터리 기술의 개선, 그리고 석유 생산 정점의 전망은 초기 비용이 높음에도 불구하고 더 환경 친화적이고 유지 보수 및 운영 비용이 저렴하다고 여겨지는 전기 자동차에 대한 관심을 다시 불러왔다.

### 내연기관

#### 가스 혼합물

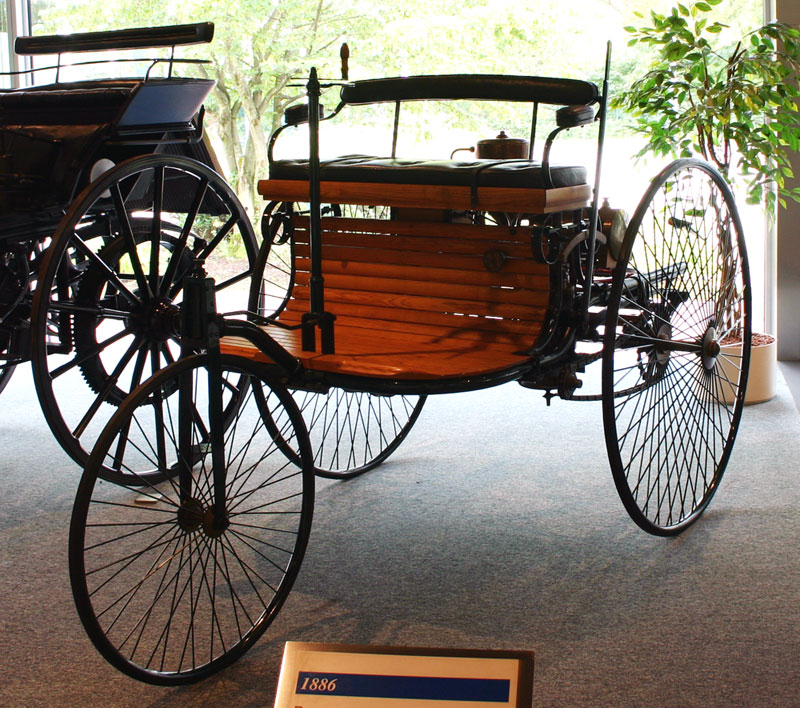
1885년에 제작된 벤츠 페이턴트 모터바겐, 최초의 현대 자동차이자 일상 생활에서 실용적이고 시장성 있는 자동차였다.

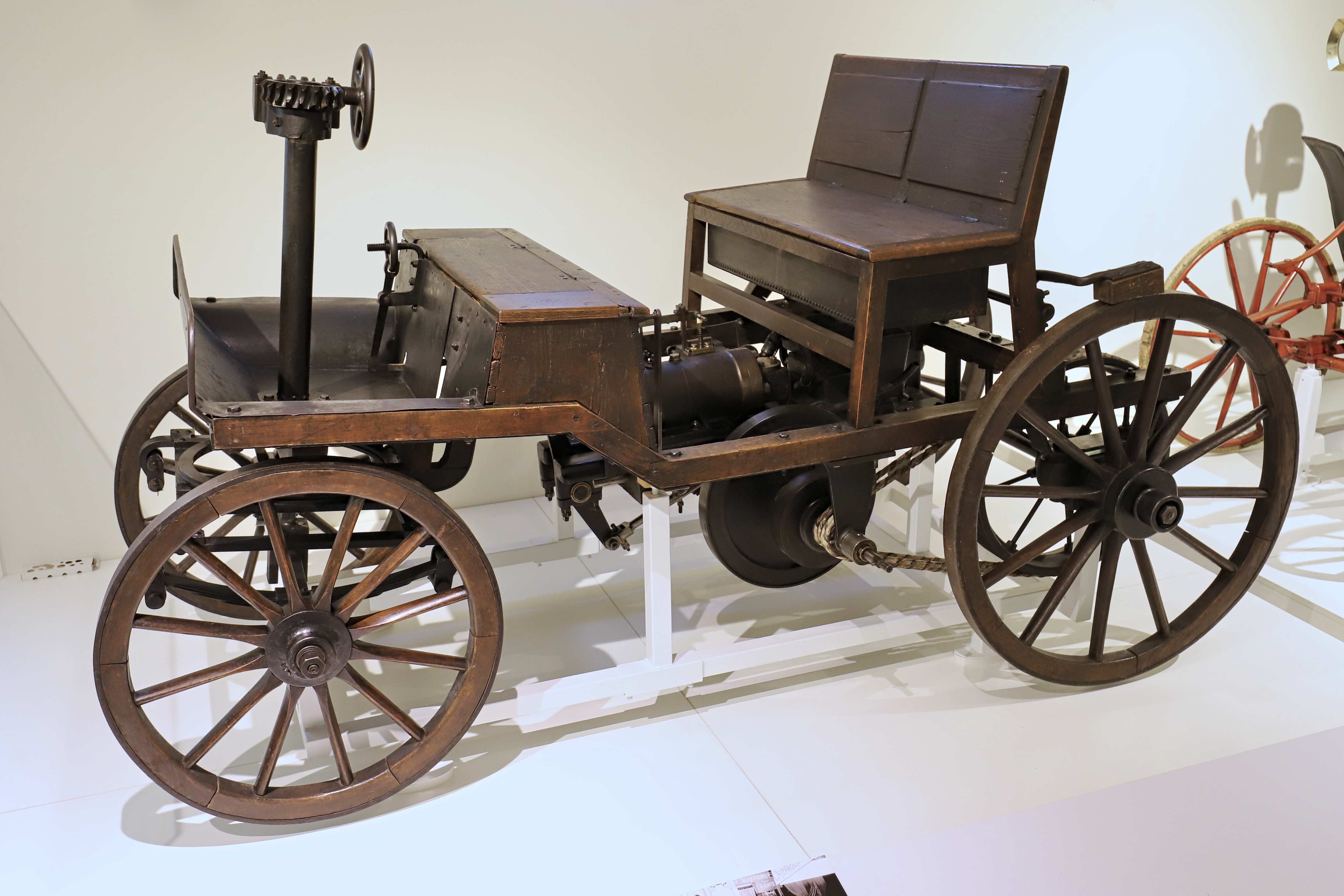
1888년의 두 번째 마르쿠스 자동차

초기 내연기관을 만들고 사용하는 데에는 적절한 연료, 특히 액체 연료가 부족하여 어려움을 겪었다. 따라서 초기 엔진 중 일부는 가스 혼합물을 사용했다. 1806년, 스위스 엔지니어 프랑수아 아이작 드 리바즈는 수소와 산소 혼합물의 내부 연소로 구동되는 엔진을 만들었다. 1826년, 영국인 새뮤얼 브라운은 자신의 수소 연료 내연기관을 사용하여 런던 남동부의 슈터스 힐 언덕을 오르는 차량을 시험했다. 에티엔 르누아르의 수소 가스 연료 1기통 내연기관 자동차는 1860년 파리에서 주앵빌르퐁까지 약 9 km (5.6 mi)를 약 3시간 만에 시험 운전했다. 나중에 버전은 석탄 가스로 추진되었다. 델라마르-데부트빌 차량은 1884년에 특허를 받고 시험 운전되었다.

#### 휘발유
니콜라우스 오토와 오이겐 랑겐은 1867년에 작동하는 엔진을 만들었다. 1870년경 오스트리아-헝가리의 빈에서 발명가 지크프리트 마르쿠스는 액체 연료 내연기관을 간단한 수레에 장착하여 휘발유를 사용하여 차량을 추진한 최초의 사람이 되었다. 오늘날 이것은 "최초의 마르쿠스 자동차"로 알려져 있지만, 수레라고 묘사하는 것이 더 적절할 것이다. 일부 자료에 따르면 1875년에 제작 및 운행된 그의 두 번째 자동차는 최초의 휘발유 동력 자동차이며 빈 기술 박물관에 소장되어 있다. 그러나 최근 연구에 따르면 이 차는 1888/89년까지 제작되지 않았다. 1883년, 마르쿠스는 마그네토 방식의 저전압 점화 계통에 대한 독일 특허를 획득했다. 이것이 그의 유일한 자동차 특허였다. 그의 생전에는 일부 사람들에게 자동차의 창시자로 존경받았지만, 제2차 세계 대전 동안 나치는 그의 역사의 위치를 거의 지워버렸다. 마르쿠스가 유대계였기 때문에 나치 선전부는 그의 작품을 파괴하고, 미래의 교과서에서 그의 이름을 삭제하며, 그의 공공 기념물을 제거하도록 명령했다. 1938년 더 타임스 (런던)의 존 닉슨은 마르쿠스의 자동차 개발이 실험적인 것이었고, 카를 벤츠는 개념을 실험에서 생산으로 옮겼다고 보았다. 닉슨은 마르쿠스의 자동차를 비실용적이라고 묘사했다.
벤츠는 1885년 만하임에서 첫 자동차인 벤츠 페이턴트 모터바겐을 제작했다. 이 자동차는 일상 생활에서 실용적이고 시장성 있는 최초의 현대 자동차이자, 시리즈 생산에 들어간 최초의 자동차로 여겨진다. 벤츠는 1886년 1월 29일에 자신의 자동차에 대한 특허를 받았고, 그의 아내 베르타 벤츠가 1888년 8월 만하임에서 포르츠하임까지 왕복하는 최초의 장거리 여행을 통해 말 없는 마차가 장거리 여행이 가능함을 입증한 후 1888년에 자동차 생산을 시작했다. 2008년부터 베르타 벤츠 기념 도로가 이 사건을 기념하고 있다.
얼마 후, 고틀리프 다임러와 빌헬름 마이바흐는 1889년 슈투트가르트에서 엔진이 장착된 마차가 아닌 처음부터 자동차로 설계된 차량을 만들었다. 그들은 또한 1885년에 최초의 모터사이클을 발명한 공로를 인정받는다.:26
1891년, 존 윌리엄 램버트는 오하이오주 오하이오 시티에서 3륜 자동차를 만들었으나 같은 해 화재로 파괴되었고, 헨리 나디그는 펜실베이니아주 앨런타운에서 4륜 자동차를 제작했다.:25
영국에서 최초의 4륜 휘발유 구동 자동차는 1892년에 월섬스토에서 프레더릭 브레머에 의해 제작되었다. 또 다른 자동차는 1895년 버밍엄에서 디스크 브레이크 특허도 받은 프레더릭 윌리엄 랜체스터에 의해 만들어졌다. 최초의 전기 시동 장치는 1895년에서 1898년 사이에 켄트에서 제작된 벤츠 펠로의 개조판인 아널드에 설치되었다.:25
퀘벡주 셔브룩의 조지 풋 포스는 1896년에 1기통 휘발유 자동차를 만들었고, 시 공무원의 "미친 행동"에 대한 체포 경고를 무시하고 4년 동안 운전했다.

## 발명의 시대

### 말 없는 마차 또는 베테랑 시대

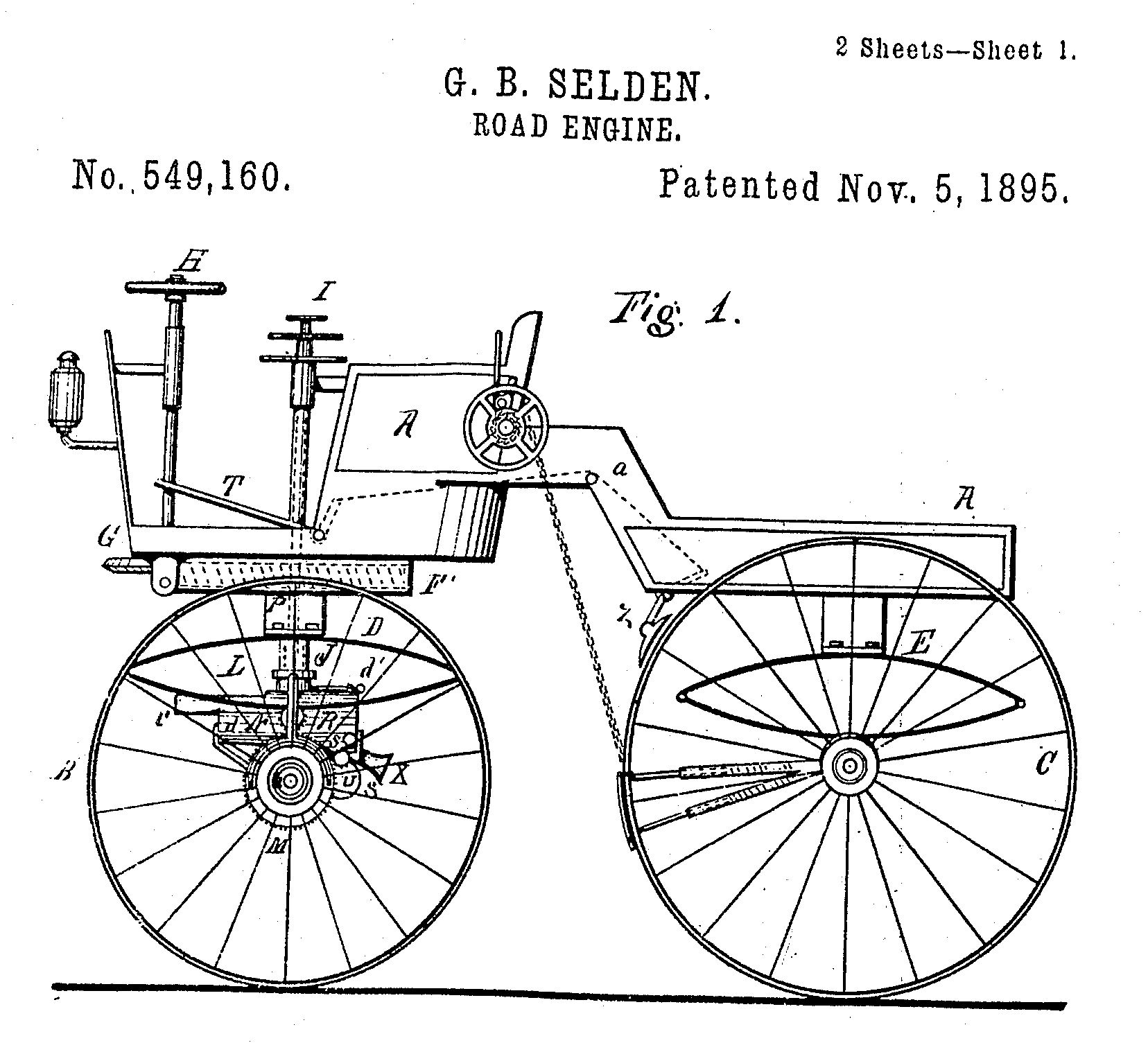
셀든 로드-엔진

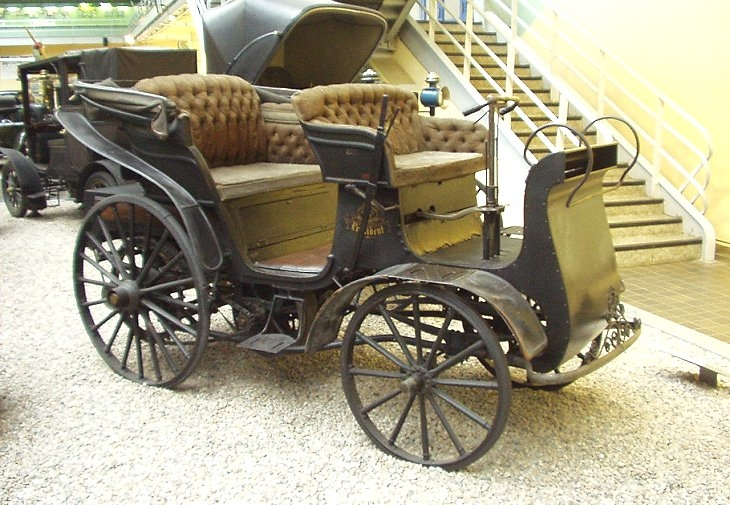
프레지덴트 자동차

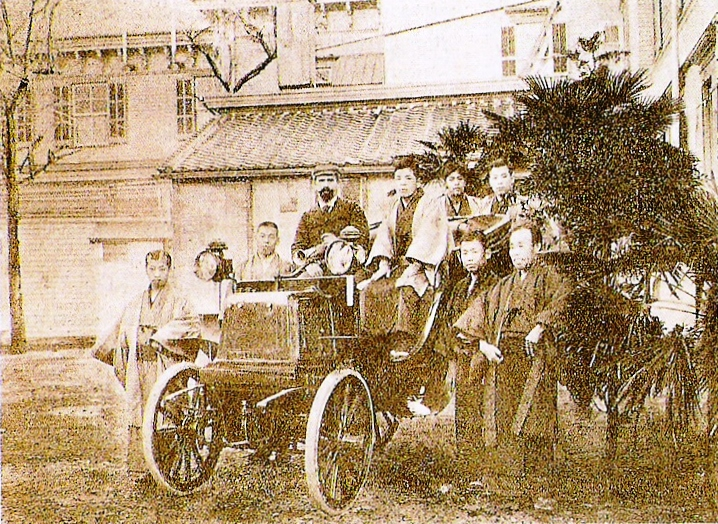
1898년 일본 최초의 자동차, 프랑스 파나르-르바소르

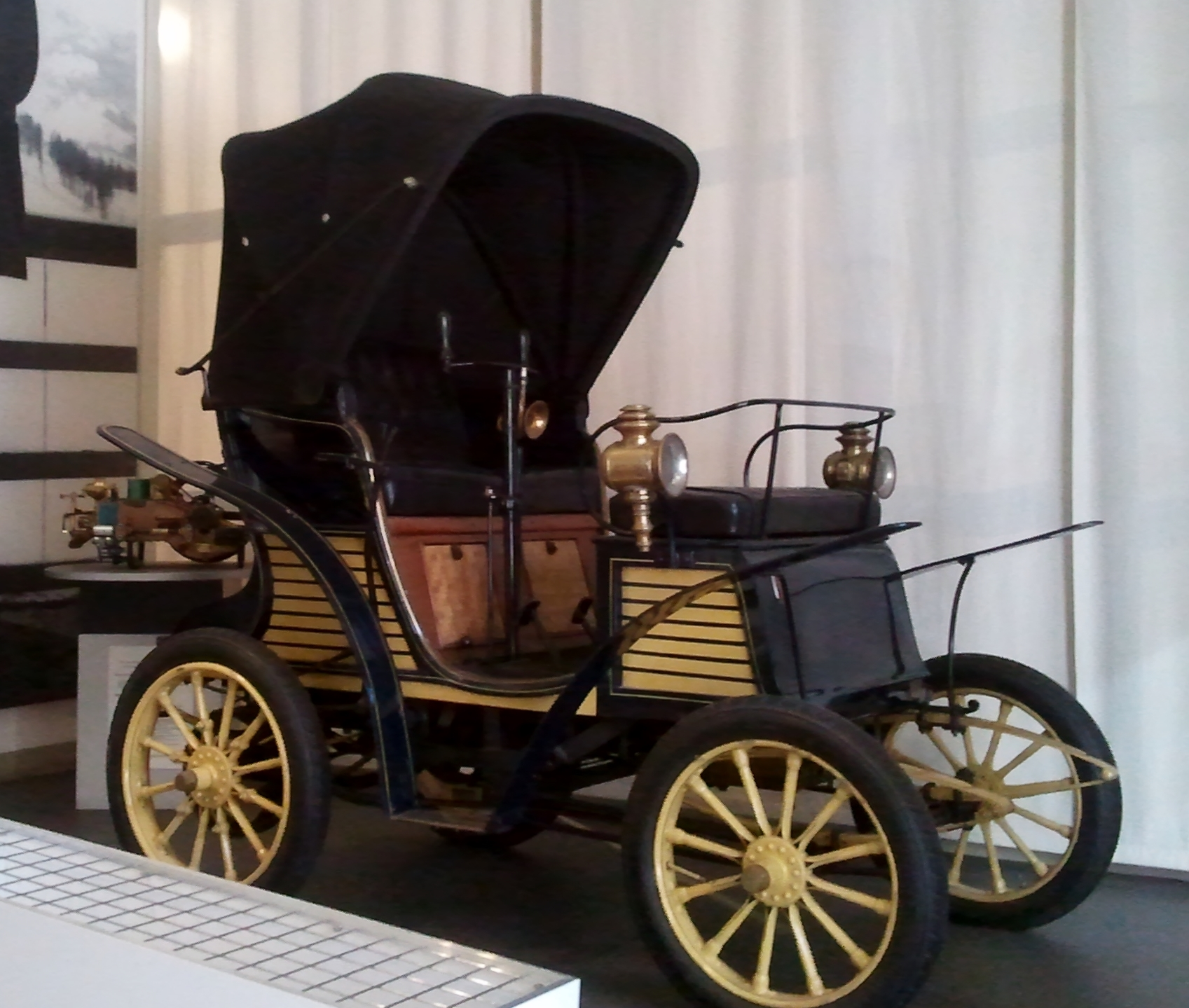
1899년 이탈리아 제조업체 피아트가 생산한 최초의 자동차 모델, 피아트 4 HP

미국의 조지 B. 셀든은 1879년 5월 8일 특허를 출원했다. 그의 출원에는 엔진과 4륜 자동차에서의 사용이 포함되었다. 셀든은 그의 출원에 여러 차례 수정을 가했고, 이는 법적 절차를 지연시켜 1895년 11월 5일 특허가 부여되기까지 16년이 걸렸다. 셀든은 대부분의 주요 미국 자동차 제조업체에 그의 특허를 허가하여, 그들이 생산하는 각 자동차에 대해 수수료를 징
1. 1 2  Barker, Theo (1987). 《The Economic and Social Effects of the Spread of Motor Vehicles: An International Centenary Tribute》 1판. Palgrave Macmillan. 55쪽. ISBN 978-1349086269.
2. ↑  Rosheim, Mark (2006). 《Leonardo's lost robots》. Springer. 21–25쪽. ISBN 9783540284970.
3. ↑  “A broadside on a clockwork carriage built by Hans Hautsch”. British Museum. 2024년 5월 28일에 확인함.
4. 1 2  “1679–1681. Chariot à vapeur du RP Verbiest” (프랑스어). Hergé. 2021년 11월 28일에 확인함.
5. ↑  Eckermann, Erik (2001). 《World History of the Automobile》. SAE Press. 14쪽. ISBN 9780768008005.
6. ↑  Ikenson, Ben (2012). 《Patents: Ingenious Inventions How They Work and How They Came to Be》. Running Press. ISBN 9781603762724. 2019년 9월 6일에 확인함.
7. 1 2  Michelet, Henri (1965). 《L'inventeur Isaac de Rivaz: 1752 – 1828》 (프랑스어). Editions Saint-Augustin. 2018년 3월 16일에 확인함.
8. 1 2  Hughes, Paul A. (September 1996). “History of the electric car: 1828 – 1912, from Trouve to Morrison”. 2011년 11월 13일에 원본 문서에서 보존된 문서. 2014년 6월 24일에 확인함.
9. 1 2  “Greenwich Guide – Greenwich Day by Day – May”. 《Greenwich Guide》. 2021년 1월 17일에 확인함.
10. ↑  “Der Streit um den "Geburtstag" des modernen Automobils” [The fight over the birth of the modern automobile]. 《German Patent and Trade Mark Office》 (독일어). 2014년 12월 22일. 2017년 1월 2일에 원본 문서에서 보존된 문서.
11. ↑  “DRP patent No. 37435” (PDF). 2012년 2월 4일에 원본 문서 (PDF)에서 보존된 문서. 2018년 3월 16일에 확인함.
12. ↑  “Model T”. 《History.com》. 2019년 5월 2일. 2020년 11월 8일에 확인함.
13. ↑  Setright, L. J. K. (2004). 《Drive On!: A Social History of the Motor Car》. Granta Books. ISBN 9781862076983.
14. ↑  Buchanan, C.D. (1958). 〈1〉. 《Mixed Blessing: The Motor in Britain》. Leonard Hill.
15. 1 2 3 4 5  Georgano, G.N. (1985). 《Cars: Early and Vintage, 1886–1930》. London: Grange-Universal. ISBN 9780517480731.
16. 1 2  Coates, Len (1986년 1월 18일). “Canadians were quick to hop on the self-propelled wagon”. 《Montreal Gazette》. 2014년 6월 24일에 확인함.
17. ↑  Kearny, Mark; Ray, Randy (2006). 〈Canada's First Automobile: Full Steam Ahead〉. 《Whatever Happened To...?》. Hounslow Press. ISBN 9781550026542.
18. ↑  Moore, Sam (February 2018). “J.I. Case Co. Keeps Fast Company – Equipment”. 《Farm Collector》. 2020년 11월 8일에 확인함.
19. ↑  “A History of Wisconsin Highway Development 1835–1945”, 《State Highway Commission of Wisconsin and the Public Roads Administration, Federal Works Agency》, 1947, 19–20쪽
20. ↑  “Race of First Steam Buggies”. Wisconsin Historical Society. January 2012. 2014년 6월 24일에 확인함.
21. ↑  Dennis, Williams F. “Dear Mr. Bottorff”. 《ausbcomp.com》. 2014년 6월 24일에 확인함.
22. ↑  Bellows, Alan (August 2006). “The Atomic Automobile”. 《Damn Interesting》. 2024년 2월 27일에 확인함.
23. 1 2  Hans Roth: Das erste vierrädrige Elektroauto der Welt, March 2011, S. 2–3.
24. ↑  “Today in Technology History: July 6”. 《The Center for the Study of Technology and Science》. 2011년 11월 20일에 원본 문서에서 보존된 문서. 2009년 7월 14일에 확인함.
25. ↑  “Sibrandus Stratingh (1785–1841), Professor of Chemistry and Technology”. University of Groningen. 2003년 6월 25일. 2014년 1월 30일에 확인함.
26. ↑  Wakefield, Ernest H. (1994). 《History of the Electric Automobile》. Society of Automotive Engineers. 2–3쪽. ISBN 1-56091-299-5.
27. ↑  “World's first electric car built by Victorian inventor in 1884”. 《The Daily Telegraph》 (London). 2009년 4월 24일. 2022년 1월 12일에 원본 문서에서 보존된 문서. 2009년 7월 14일에 확인함.
28. ↑  Thurston, Robert Henry (1879). 《A History of the Growth of the Steam Engine》. 《Nature》 19. 381–382쪽. Bibcode:1879Natur..19..381.. doi:10.1038/019381a0. S2CID 4065389.
29. ↑  “Data on the Hippomobile and hydrogen/fuel cells”. 《TÜV SÜD Industrie Service》. 2008년 10월 6일에 원본 문서에서 보존된 문서.
30. ↑  “The Jewish inventor of the automobile”. 《The Modern View》 (St. Louis, Missouri). 1931년 9월 24일. 23면. 2021년 11월 3일에 확인함.
31. ↑  “Austo-Hungary”. 《The Jewish Voice》 (St. Louis, Missouri). 1904년 11월 11일. 8면. 2021년 11월 3일에 확인함.
32. ↑  “Siegfried Marcus Wagen” (독일어). Technisches Museum Wien. 2024년 6월 16일에 확인함.
33. ↑  MacRae, Michael (June 2012). “Siegfried Marcus”. American Society of Mechanical Engineers. 2018년 3월 16일에 확인함.
34. ↑  Nixon, John C. (29 March 1938). "The First Motor Car". The Times. No. 47955. London. p. 52.
35. ↑  “Der Streit um den "Geburtstag" des modernen Automobils” [The fight over the birth of the modern automobile]. 《German Patent and Trade Mark Office》 (독일어). 2014년 12월 22일. 2017년 1월 2일에 원본 문서에서 보존된 문서.
36. ↑  “Reichspatent 37435 patent” (PDF). 《home.arcor.de》 (독일어). 2012년 2월 4일에 원본 문서 (PDF)에서 보존된 문서. 2022년 4월 7일에 확인함.
37. ↑  “Bertha Benz Memorial Route”. 《bertha-benz.de》. 2018년 3월 16일에 확인함.
38. ↑  “A History of the World – Bremer Car”. BBC. 2018년 3월 16일에 확인함.
39. ↑  Selden, George B. (1895). “Selden Road Engine, U.S. patent 549160” (PDF). 2016년 10월 14일에 원본 문서 (PDF)에서 보존된 문서. 2022년 4월 7일에 확인함.